# Arc-lès-Gray
Arc-lès-Gray ist eine Gemeinde im französischen Département Haute-Saône in der Region Bourgogne-Franche-Comté.

## Geographie
Arc-lès-Gray liegt auf einer Höhe von 198 m über dem Meeresspiegel, einen Kilometer nördlich von Gray und etwa 42 Kilometer westnordwestlich der Stadt Besançon (Luftlinie). Das Dorf erstreckt sich im Südwesten des Départements, am Rand der Ebene von Gray, am nördlichen Rand der Talniederung der Saône und an ihrem Zufluss Ruisseau des Écoulottes.
Die Fläche des 12,10 km² großen Gemeindegebiets umfasst einen Abschnitt des mittleren Saône-Tals. Die südliche Grenze verläuft meist entlang der Saône, die hier nach Westen durch eine Alluvialebene fließt. Die Ebene liegt durchschnittlich auf 185 m und weist eine Breite von ein bis drei Kilometern auf. Vom Flusslauf erstreckt sich das Gemeindeareal nordwärts über die Talebene und eine rund 40 m hohe Geländestufe auf das angrenzende Plateau. Dieses besteht aus einer Wechsellagerung von sandig-mergeligen und kalkigen Schichten aus der oberen Jurazeit. Es wird durch die knapp ein Kilometer breite Talniederung des Ruisseau des Écoulottes unterteilt, der bei Arc-lès-Gray in die Saône mündet. Die Hochfläche wird überwiegend landwirtschaftlich genutzt, doch gibt es auch einige Waldgebiete. Mit 246 m wird auf der Anhöhe nördlich der Ortschaft die höchste Erhebung von Arc-lès-Gray erreicht. Die westliche Grenze wird durch den Bois Guyot markiert.
Zu Arc-lès-Gray gehören die Siedlung La Maison-des-Bois (195 m) am nördlichen Ufer der Saône sowie verschiedene Industrie- und Gewerbesiedlungen. Nachbargemeinden von Arc-lès-Gray sind Chargey-lès-Gray im Norden, Rigny im Osten, Gray und Gray-la-Ville im Süden sowie Mantoche und Nantilly im Westen.

## Geschichte

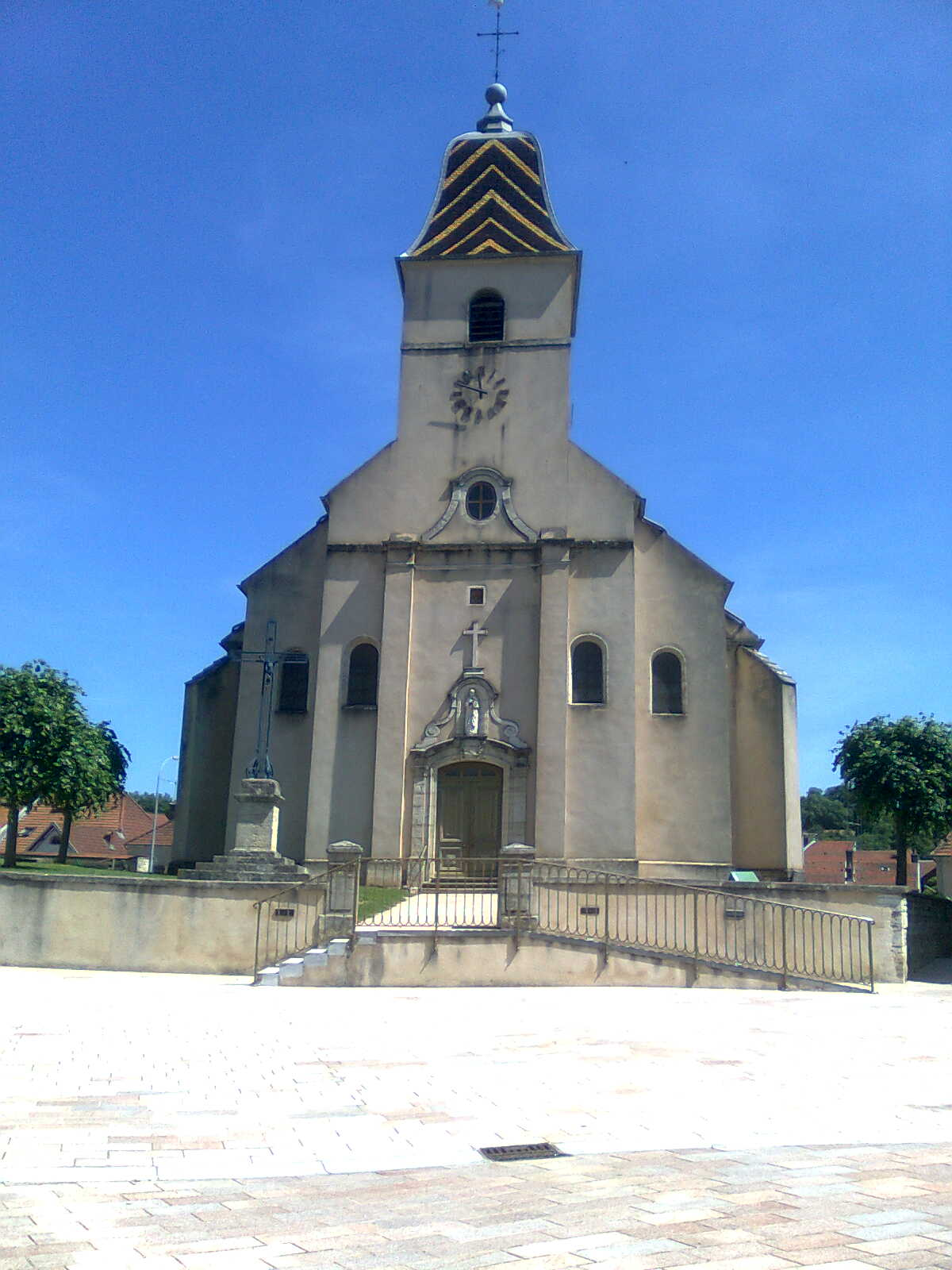
Kirche Mariä Geburt (Église de la Nativité-de-Notre-Dame)

Spuren aus dem Neolithikum weisen auf eine sehr frühe Besiedlung des Gebietes hin. Auf der Flur L'Homme-Mort befand sich ein merowingisches Gräberfeld. Erstmals urkundlich erwähnt wird Arc im Jahr 1144. Im Mittelalter gehörte das Dorf zur Freigrafschaft Burgund und darin zum Gebiet des Bailliage d’Amont. Die lokale Herrschaft hatte zunächst Gray inne. Sie ging als Lehen an Autrey und um 1350 an die Familie Vergy über. Wegen seines Hafens an der Saône und der Konkurrenz von Gray war Arc über lange Zeit in Streitigkeiten mit der Nachbarstadt verwickelt. Die Ortschaft wurde 1477 von Truppen des französischen Königs Ludwig XI. und 1674 bei der Eroberung unter König Ludwig XIV. verwüstet. Zusammen mit der Franche-Comté gelangte Arc mit dem Frieden von Nimwegen 1678 definitiv an Frankreich.
Zu Gebietsveränderungen kam es zu Beginn des 19. Jahrhunderts: Arc wurde im Jahr 1806 zusammen mit der vormals selbständigen Gemeinde La Maison-des-Bois nach Gray eingemeindet. 1827 erhielt Arc seine Selbständigkeit zurück, wobei La Maison-des-Bois als Ortsteil bei Arc verblieb. Mitte des 19. Jahrhunderts erlebte Arc durch die Industrialisierung und später durch den Anschluss an das französische Eisenbahnnetz einen wirtschaftlichen Aufschwung. Um eine Verwechslung mit anderen gleichnamigen Gemeinden zu vermeiden, wurde Arc 1962 offiziell in Arc-lès-Gray umbenannt. Heute ist Arc-lès-Gray Mitglied des 16 Ortschaften umfassenden Gemeindeverbandes Communauté de communes du Val de Gray.

## Sehenswürdigkeiten
Die Kirche Nativité-de-Notre-Dame wurde im 18. Jahrhundert erbaut. Ein steinernes Wegkreuz aus dem 16. Jahrhundert befindet sich in La Folie. Zu den weiteren Sehenswürdigkeiten zählen das Schloss in La Maison-des-Bois, einige Bürgerhäuser aus dem 18. und 19. Jahrhundert sowie das Lavoir, einst Waschhaus und Viehtränke, das 1883 mit Arkaden erbaut wurde.

## Bevölkerung
| Jahr                       | 1851 | 1901 | 1962 | 1968 | 1975 | 1982 | 1990 | 1999 |
| Einwohner                  | 2094 | 2827 | 2729 | 3108 | 3153 | 3220 | 3121 | 2904 |
| Quellen: Cassini und INSEE |      |      |      |      |      |      |      |      |

Mit 2676 Einwohnern (2006) gehört Arc-lès-Gray zu den größeren Gemeinden des Département Haute-Saône. Dank der Industrialisierung wuchs die Einwohnerzahl im Verlauf des 19. Jahrhunderts stark an. Während der ersten Hälfte des 20. Jahrhunderts verblieb die Bevölkerungszahl auf konstantem Niveau bei rund 2800 Personen. Ein weiterer Anstieg wurde während der 1960er Jahre verzeichnet. Mit mehr als 3200 Einwohnern wurde zu Beginn der 1980er Jahre der bisherige Höchststand erreicht. Seither ist die Einwohnerzahl rückläufig; seit 1982 nahm die Bevölkerung um knapp 20 % ab. Arc-lès-Gray gehört zum Agglomerationsraum Gray und ist mit der Nachbargemeinde Gray lückenlos zusammengewachsen.

## Wirtschaft und Infrastruktur
Arc-lès-Gray war schon früh ein durch den Flusshandel und Gewerbe geprägtes Dorf. Im 19. Jahrhundert wuchs es stark durch die Ansiedlung von Industrie. Heute zählt die Ortschaft zu den wichtigsten Industriestandorten des Département Haute-Saône. Mit ungefähr 1400 Arbeitsplätzen ist Arc-lès-Gray eine Zupendlergemeinde. In Bahnhofsnähe und in der Ebene entlang der Saône entwickelten sich große Industrie- und Gewerbezonen. Hier haben sich zahlreiche Großbetriebe in den Branchen Landmaschinenbau, Elektrotechnik, Metallverarbeitung, Automobilindustrie, Textil-, Nahrungs- und Futtermittelindustrie, Feinmechanik und Baugewerbe niedergelassen. Daneben gibt es einen Supermarkt sowie viele Betriebe des Einzelhandels und Dienstleistungsgewerbes für den täglichen Bedarf.
Die Ortschaft ist verkehrstechnisch gut erschlossen. Sie liegt an der Hauptstraße D67, die von Besançon via Gray nach Langres führt. Weitere überregionale Straßenverbindungen bestehen mit Dole, Dijon, Combeaufontaine und Autrey-lès-Gray. Die nächsten Anschlüsse an die Autobahnen A36 und A31 befinden sich in einer Entfernung von ungefähr 40 Kilometern. Auf dem Gemeindeboden von Arc-lès-Gray liegt der Bahnhof von Gray. Bahnverbindungen gibt es mit Dole, Vesoul und Autrey-lès-Gray. Die ehemalige Linie nach Besançon stellte ihren Betrieb im Zweiten Weltkrieg ein.